# 神居村
神居村（かむいむら）は、かつて北海道上川郡に存在した村である。

## 沿革
- 1909年（明治42年）4月1日 - 北海道二級町村制施行により上川郡神居村が村制施行し、神居村が発足。
- 1931年（昭和6年） - 上川郡神楽村の一部を編入。
- 1955年（昭和30年）4月1日 - 旭川市に編入され消滅。